# Aldão
Aldão é uma freguesia portuguesa do município de Guimarães, com 1,55 km² de área e 1 278 habitantes (censo de 2021). A sua densidade populacional é 824,5 hab./km².

## Património
- Castro de Monte Longo[3]

## Desporto
- Grupo Recreativo e Cultural de Aldão.

## Demografia
A população registada nos censos foi:
| Ano  | 0-14 Anos | 15-24 Anos | 25-64 Anos | > 65 Anos |
| 2001 | 215       | 156        | 485        | 62        |
| 2011 | 248       | 181        | 764        | 100       |
| 2021 | 189       | 158        | 774        | 157       |

## Figuras ilustres
- Agostinho Barbosa (1590-1649), escritor e bispo de Ugento Itália